# Шірінабад (Марказі)
Шірінабад (перс. شيرين اباد) — село в Ірані, у дегестані Фармагін, в Центральному бахші, шагрестані Фараган остану Марказі. За даними перепису 2006 року, його населення становило 843 особи, що проживали у складі 249 сімей.

## Клімат
Середня річна температура становить 11,76°C, середня максимальна – 32,23°C, а середня мінімальна – -12,74°C. Середня річна кількість опадів – 264 мм.
| Клімат поселення                              | Клімат поселення | Клімат поселення | Клімат поселення | Клімат поселення | Клімат поселення | Клімат поселення | Клімат поселення | Клімат поселення | Клімат поселення | Клімат поселення | Клімат поселення | Клімат поселення | Клімат поселення |
| Показник                                      | Січ.             | Лют.             | Бер.             | Квіт.            | Трав.            | Черв.            | Лип.             | Серп.            | Вер.             | Жовт.            | Лист.            | Груд.            |                  |
| Середній максимум, °C                         | 6,58             | 9,21             | 14,75            | 20,06            | 24,82            | 31,17            | 32,23            | 31,21            | 26,68            | 20,63            | 13,66            | 7,69             |                  |
| Середня температура, °C                       | −3,08            | −0,44            | 5,08             | 10,41            | 15,15            | 21,50            | 25,61            | 24,60            | 20,09            | 14,02            | 7,04             | 1,10             |                  |
| Середній мінімум, °C                          | −12,74           | −10,11           | −4,6             | 0,74             | 5,50             | 11,83            | 19,01            | 17,99            | 13,50            | 7,42             | 0,44             | −5,49            |                  |
| Норма опадів, мм                              | 37               | 35               | 47               | 37               | 32               | 5                | 1                | 1                | 0                | 10               | 23               | 36               |                  |
| Середньомісячна швидкість вітру, м/с          | 1.72             | 1.99             | 2.98             | 3.24             | 2.79             | 2.50             | 2.55             | 2.40             | 2.29             | 2.19             | 1.86             | 1.36             |                  |
| Середньомісячна сонячна радіація, кДж/м²·день | 8975             | 12191            | 14666            | 18092            | 22111            | 26769            | 25974            | 23929            | 20736            | 15257            | 10839            | 8836             |                  |
| --------------------------------------------- | ---------------- | ---------------- | ---------------- | ---------------- | ---------------- | ---------------- | ---------------- | ---------------- | ---------------- | ---------------- | ---------------- | ---------------- | ---------------- |
| Джерело:                                      |                  |                  |                  |                  |                  |                  |                  |                  |                  |                  |                  |                  |                  |